# 리전 (드라마)
《리전》(영어: Legion)은 2017년부터 2019년까지 방영된 미국의 심리 스릴러 드라마로, 마블 코믹스의 캐릭터 리전을 주인공으로 한 작품이다. 엑스맨 영화 시리즈와는 간접적으로 연결되어 있다. 노아 홀리가 총제작을 맡았고, 댄 스티븐스가 주인공 데이비드 핼러 역을 연기했다. 그리고 레이철 켈러, 오브리 플라자, 빌 어윈, 제러미 해리스, 앰버 미드선더, 케이티 애설턴, 진 스마트가 출연했다.

## 출연

### 주역
- 댄 스티븐스 - 데이비드 핼러
- 레이철 켈러 - 시드니 "시드" 배럿
- 오브리 플라자 - 레니 버스커
- 빌 어윈 - 케리 라우더밀크
- 제러미 해리스 - 프토노미 월리스
- 앰버 미드선더 - 케리 라우더밀크
- 케이티 애설턴 - 에이미 핼러
- 진 스마트 - 멜러니 버드

### 조역
- 사이드 타그마우이 - 아말 파루크 / 섀도 킹
- 해미시 링클레이터 - 클라크
- 데이비드 셀비 - 브루베이커
- 엘리 아라이사 - 필리
- 브래드 맨 - 루디
- 퀸턴 보이스클레어 - 노란 눈의 악마
- 매켄지 그레이 - 월터 / 눈
- 스콧 로런스 - 헨리 풀
- 데빈 돌턴 - 성난 소년
- 저메인 클레멘트 - 올리버 버드

### 단역
- 데이비드 페리 - 데니스 키신저
- 타티야나 포리스트 - 데이비드 엄마
- 다리오 조르다니 - 데이비드 아빠
- 커비 모로 - 베니
- 샬린 로이어 - 프토노미 엄마
- 키어 오도널 - 대니얼